# NEC Compo BS/80
NEC Compo BS/80 (Compo BS/80) је био кућни рачунар фирме NEC који је почео да се производи у Јапану од 1978. године.
Користио је Zilog Z80A као микропроцесор. РАМ меморија рачунара је имала капацитет од 7 kb. 

## Детаљни подаци
Детаљнији подаци о рачунару Compo BS/80 су дати у табели испод.
|                       |                                                          |
| [ 1 ]                 |                                                          |
| Произвођач            |                                                          |
| Тип                   | кућни рачунар                                            |
| Меморија              | 7                                                        |
| Поријекло             | Јапан                                                    |
| Година                | 1978                                                     |
| Тастатура             | тастатура са пуним помаком тастера, стандард, 58 тастера |
| Процесор              |                                                          |
| Фреквенција процесора |                                                          |
| RAM                   | 7                                                        |
| ROM                   |                                                          |
| Текст                 | 32 x 16                                                  |
| Графика               |                                                          |
| Боја                  |                                                          |
| Звук                  | нема звука                                               |
| Димензије             | 49 (ширина) x 61,6 (дубина) x 62 (висина) . / 26         |
| Портови               |                                                          |
| Оперативни систем     |                                                          |